# Echinosepala aspasicensis
Echinosepala aspasicensis là một loài thực vật có hoa trong họ Lan. Loài này được (Rchb.f.) Pridgeon & M.W.Chase mô tả khoa học đầu tiên năm 2002.